# Expédition de la Folle Vie

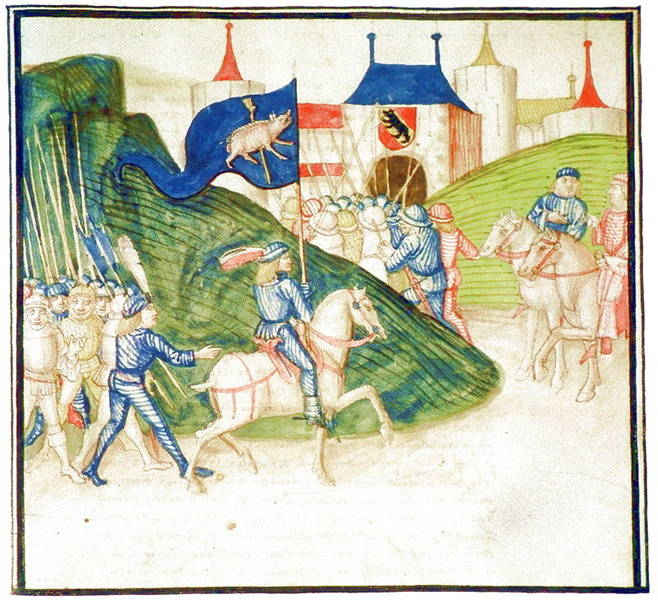
Arrivée de l’expédition de la Folle Vie aux portes de Berne. Illustration de 1483 tirée de la chronique de Berne de Diebold Schilling le Vieux.

L'expédition de la Folle Vie (en allemand Zug vom torechten Leben), également connue sous le nom de Saubannerzug (« expédition à la bannière de sanglier »), est une expédition spontanée, lancée en février 1477 par un corps franc de Suisse centrale qui menaça Genève. Cette troupe constituée de plusieurs centaines de mercenaires démobilisés après la bataille de Nancy avait pour objectif d'exiger le paiement d'une rançon de 24 000 florins due à la Confédération par Genève, alors sous influence savoyarde.

## Contexte et déroulement

### Les cantons suisses dans les guerres bourguignonnes
L'expédition de la Folle Vie se comprend dans le cadre plus large des guerres de Bourgogne (1474-1477) et de la lucrative activité du mercenariat pratiquée par les cantons confédérés Suisses.
Face aux visées expansionnistes du duc de Bourgogne Charles le Téméraire, les Confédérés soutiennent son rival le roi de France Louis XI et son allié le duc René II de Lorraine.
Or, Genève est administrée depuis 1460 par Jean-Louis de Savoie. Sa politique, favorable aux intérêts de la maison de Savoie et des bourguignons, provoque l'ire des Confédérés, particulièrement des Bernois.
En 1475, Berne et Fribourg déclarent la guerre à Jacques de Savoie, comte de Romont et saccagent le pays de Vaud savoyard. Outre des pillages, de graves exactions sont commises : massacres de Nyon, des Clées, de Jougne. Redoutant de subir le même sort, Genève négocie avec les cantons, et négocie leur « protection » (Brandschatz) moyennant le paiement d'une importante rançon de 26 000 florins rhénans.
Toutefois, les autorités genevoises éprouvent des difficultés à financer cette somme. Ainsi, début 1477, seuls 2 000 florins auraient été payés. Or, l'idée se fait jour, parmi les cantons forestiers, que les cantons urbains de Berne et Fribourg se sont entendus à leur détriment avec Genève.

### Formation de la société de la Folle Vie

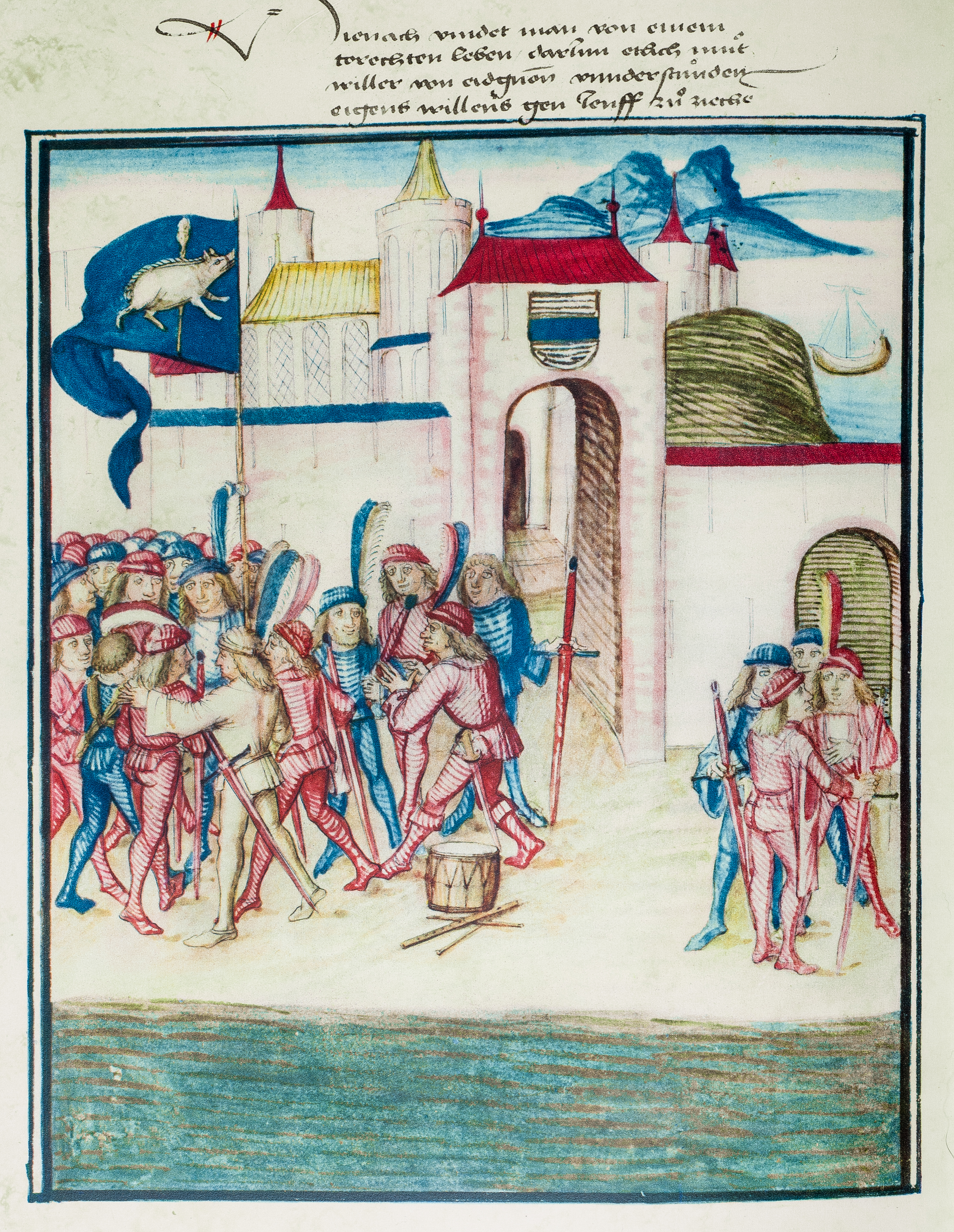
Les frères de la Folle Vie se rassemblent à Zoug après leur retour de la bataille de Nancy en 1477. Illustration de 1483 tirée de la chronique de Berne de Diebold Schilling le Vieux.

Après la bataille de Nancy le 5 janvier 1477, qui a vu la mort du duc de Bourgogne Charles le Téméraire, des milliers de mercenaires suisses victorieux quittent la Lorraine pour rentrer chez eux. Pendant les festivités de carnaval (Fasnacht) plusieurs centaines de ces soldats, mécontents et désœuvrés, se retrouvent dans les cantons d'Uri et de Schwytz. Ils se mettent en tête de marcher sur Berne, Fribourg et Genève afin d'exiger manu militari le paiement de la dette genevoise.   
Ces mercenaires se seraient ainsi ligués spontanément, sans l'aval des autorités locales ou d'une quelconque hiérarchie. Ils créent le 21 février 1477 une « société de la Folle Vie » (Gesellschaft vom torechten Leben).   

#### Origine du nom
L'expression torechtes Leben, traduite par les genevois francophones en « Folle Vie » est formée de torecht (« fou, téméraire, casse-cou ») et Leben (littéralement « vie », à l'époque terme pour une guilde ou corporation).
Le terme allemand de Saubanner fait référence à la bannière employée par les insurgés, faisant apparaître un sanglier (Sau).

#### Bannière de la Folle Vie (Saubanner)
Dans ses illustrations de la Chronique de Berne, Diebold Schilling le Vieux représente la Saubanner comme une bannière triangulaire comportant, sur un fond bleu, un sanglier (Sau) et une massue (Kolben). Ces éléments représenteraient à la fois la force et l'indépendance.
Le musée du château de Zoug conserve une bannière longtemps présentée comme une Saubanner d'époque. De format rectangulaire, celle-ci représente une laie et trois marcassins nourris de glands par un homme habillé en bouffon et tenant une massue. Toutefois, selon la notice donnée par le musée lui-même, cette bannière daterait en réalité plus probablement de la deuxième moitié du XVIIe siècle, et n'est donc pas contemporaine de l'expédition de la Folle Vie.

### La Folle Vie menace Berne et Fribourg
La compagnie était initialement constituée d'un noyau d'environ 700 mercenaires d'Uri, de Schwyz et de Lucerne. Remontant la vallée de l'Entlebuch, ceux-ci sont bientôt rejoints par des mercenaires d’autres cantons, portant leur nombre à environ 1 700 hommes. 
Alors que la troupe se met en marche depuis la Suisse centrale, elle menace les villes suisses sur son chemin. 
Le 24 février, elle arrive devant Berne, où l'attend la milice bernoise levée en toute hâte par la ville, et qui compte 3 000 hommes. Après avoir promis de ne pas saccager la ville, les insurgés sont finalement autorisés à l'intérieur des remparts, et ils reçoivent logis et nourriture. Trois jours plus tard, le 27 février, l'expédition de la Folle Vie repart en direction de Fribourg, où elle est rejointe par des bandes venues de Zoug et d'Unterwald, formant désormais une force d'environ 2 000 hommes .
Les autorités de Berne, Zürich et Lucerne, craignent ces troupes incontrôlables qui écument la campagne. De plus, elles sont engagées dans des négociations diplomatiques et commerciales avec la Savoie et la France, et veulent éviter l'impression de ne pas contrôler leurs propres sujets.
Des émissaires sont dépêchés de Genève, Gruyères, Bâle et Strasbourg, ainsi que des représentants de la diète suisse.

### Genève plie et paye les troupes de la Folle Vie
Le 4 mars 1477, un accord est enfin conclu, et les insurgés sont stoppés à Payerne, tandis qu'une avant-garde avait quant à elle atteint Lausanne.
L'accord oblige Genève à payer dès le 6 avril un tiers de sa dette (soit 8 000 florins), et l'engage à payer les deux tiers restants à Noël puis Pâques 1478. Afin de garantir l'accord, Genève doit par ailleurs envoyer huit citoyens de haut rang comme otages dans les villes d'Uri, Schwyz, Unterwald et Zoug, et doit payer leur entretien.
Enfin, Genève s'engage à payer deux florins à chaque membre de la compagnie en guise de dédommagement, et à offrir le « coup de l'étrier », soit quatre tonneaux de vin.

## Conséquences

### Combourgeoisie et débuts de l'autonomie genevoise
Le paiement de cette rançon exorbitante s'avéra difficile. Malgré la levée de nouveaux impôts, Genève finit par se résoudre à emprunter 11 000 florins à la ville de Strasbourg (avec l'aide de Yolande, duchesse de Savoie, belle-sœur de Jean-Louis de Savoie), et 3 500 écus du roi de France à la banque des Médicis à Lyon.
Toutefois, les ouvertures faites par l’évêque et les délégués des citoyens au cours des négociations sur la rançon de Genève aboutissent le 14 novembre 1477 à la signature d’un premier traité de combourgeoisie entre Genève d’une part, les villes de Berne et de Fribourg d’autre part : alliance défensive, libre circulation des marchandises... Ce premier accord, lié à la vie de Jean-Louis de Savoie prend fin avec la mort de celui-ci en 1482.
En 1519, c'est cette fois la communauté des citoyens de Genève qui signe avec Fribourg un traité de combourgeoisie. Mais le duc de Savoie Charles II contraint les Genevois à renoncer à cette alliance dirigée contre lui.
C'est finalement le nouveau traité de combourgeoisie conclu en 1526 entre Genève, Berne et Fribourg qui annonce la fin du pouvoir de l'évêque et l'émergence d'une seigneurie autonome.

### Historiographie suisse
L'historiographie suisse traditionnelle, fondée sur les textes des chroniqueurs officiels des XVe et XVIe siècles tels que Diebold Schilling le Vieux, a longtemps dépeint la Folle Vie comme un cortège de jeunes soudards tapageurs, une sorte de débordement lié aux excès du carnaval (Fasnacht). Au XXIe siècle, le terme de Saubannerzug est d'ailleurs employé par la presse Suisse de langue allemande dans le sens de vandalisme ou d'émeute spontanée. Cet usage est enregistré par le dictionnaire de référence de la langue allemande, le Duden.
Toutefois, l'historien suisse Andreas Würgler estime que les chroniqueurs, représentant les intérêts du patriciat urbain, ont en réalité minimisé la portée réelle de la Folle Vie. Würgler soutient en effet que l'expédition de la Folle Vie fut une entreprise politique et militaire sérieuse des cantons forestiers (Uri, Schwytz, Unterwald et Lucerne). Celle-ci aurait eu pour objectif la défense de leurs intérêts, menacés par les coalitions et traités de combourgeoisie des cantons urbains. Selon cette interprétation, les tensions culminant au moment de l'expédition de la Folle Vie, restèrent latentes jusqu'à leur résolution pacifique avec le Convenant de Stans signé en 1481.